# Flukloksacilin
Flúkloksacilín je polsintetični antibiotik iz skupine izoksazolilpenicilinov, ki se uporablja za zdravljenje okužb kože, zunanjega ušesa, razjed na nogah, okužb diabetičnega stopala ter okužb kosti. V kombinaciji z drugimi zdravili se uporablja za zdravljenje pljučnice in endokarditisa. Uporablja se tudi preventivno, pred kirurškimi posegi za preprečevanje okužb s stafilokoki. Zaradi učinkovitosti  pri zdravljenju okužb s stafilokoki ga uvrščajo med tako imenovane antistafilokokne peniciline; je odporen proti penicilinazi. Ni učinkovit pri okužbah, ki jih povzroča proti meticilinu odporni Staphylococcus aureus (MRSA). Uporablja se peroralno ali parenteralno (z injiciranjem v veno ali mišico).
Pogost neželeni učinek so prebavne motnje. Drugi neželeni učinki vključujejo bolečine v sklepih ali mišicah, zadihanost in težave z delovanjem jeter. Podatki kažejo, da je uporaba flukloksacilina med nosečnostjo in dojenjem varna. Ne sme se uporabljati pri posameznikih, ki so alergični na peniciline. Gre za ozkospektralno antibiotično učinkovino iz skupine penicilinov. Učinkuje podobno kot kloksacilin in dikloksacilin.
Flukloksacilin so patentirali leta 1961.

## Klinična uporaba
Flukloksacilin se uporablja za antibiotično zdravljenje okužb kože, zunanjega ušesa, razjed na nogah, okužb diabetičnega stopala ter okužb kosti (osteomielitis).

## Neželeni učinki
Pogosti neželeni učinki, povezani z uporabo fluklokacilina, so driska, slabost, izpuščaj, koprivnica, bolečina in vnetje na mestu injiciranja, nadokužba (vključno s kandidozo), alergija in prehodno povečanje koncentracije jetrnih encimov in bilirubina v krvi.
Redko, pri manj kot 1 od 1.000 bolnikov, pride do holestatske zlatenice, ki se kaže z bledo obarvanim blatom in temnim sečem ter z rumenico beločnice in kože. Do tega lahko pride tudi več tednov po prenehanju uporabe flukloksacilina, stanje pa lahko traja več tednov, preden izzveni. Ocenjena pojavnost holestatske zlatenice je 1 na 15.000 izpostavitev zdravilu in je pogostejša pri bolnikih, starejših od 55 let, ženskah in bolnikih, ki prejemajo zdravilo več kot dva tedna.